# Jaskinia Okopy Wielka Dolna
Jaskinia Okopy Wielka Dolna – jaskinia krasowa w Dolinie Prądnika w Ojcowskim Parku Narodowym. Znajduje się na wzgórzu Okopy, mniej więcej w połowie jego wysokości między szlakiem wiodącym jego grzbietem a dnem Doliny Prądnika.

## Opis jaskini
Główny otwór jaskini znajduje się na wysokości 379 m n.p.m. i jest dobrze widoczny z przeciwległego stoku Doliny Prądnika. Ma wysokość 14 m i szerokość około 7 m. Ciągnie się za nim obszerny korytarz z kilkoma ciaśniejszymi odgałęzieniami. Łączna długość wszystkich korytarzy wynosi 138 m. Drugi otwór jaskini znajduje się na ścianie północno-zachodniej powyżej niewielkiego progu.
Jaskinia wytworzyła się w wapieniach późnojurajskich na równoległych, pionowych pęknięciach ciosowych, które z czasem uległy rozmyciu. Powstała w strefie freatycznej i wadycznej. O tym, że przepływała przez nią woda świadczy meandrujący charakter niektórych korytarzy, ich okrągły przekrój, widoczna w jednym miejscu rura stropowa i kotły wirowe o średnicy do kilkudziesięciu cm. Są też niewielkie kominy. Jest częścią większego systemu jaskiniowego, który uległ częściowemu zniszczeniu w wyniku obrywów. Ślady obrywów są dobrze widoczne na stropie korytarza między otworami.
Namulisko w początkowych partiach za głównym otworem składa się z niewielkiej ilości próchnicy zmieszanej z wapiennym gruzem i przykryte liśćmi. Jego niewielka miąższość to skutek prowadzonych badań archeologicznych, podczas których namulisko zostało wybrane. Szata naciekowa skąpa, złożona z nacieków grzybkowych i mleka wapiennego. Jaskinia jest oświetlona światłem słonecznym tylko przy otworach, w głębi jest ciemna i wilgotna. Na oświetlonych ścianach rozwijają się glony, porosty, mchy, paproć zanokcica skalna, a na spągu i skalnych półkach rośliny wyższe. Obserwowano liczne bezkręgowce (chrząszcze, ćmy, muchówki), dwa gatunki pareczników i 17 gatunków pajęczaków. Stwierdzono też 5 gatunków nietoperzy.

## Badania archeologiczne
Jaskinia znana była od dawna. Pierwsze badania archeologiczne przeprowadził w niej w 1874 Jan Zawisza, ówczesny właściciel Ojcowa. Znalazł szczątki zwierząt, pozostałości ognisk i resztki ceramiki z neolitu. W latach 1895–1898 jaskinię badał Stanisław Jan Czarnowski, koncentrując się głównie na nawarstwieniach holoceńskich. Stwierdził obecność 12 palenisk, w których znalazł liczne artefakty; fragmenty naczyń ceramicznych, zabytki krzemienne i kamienne. W okolicy jednego z palenisk znalazł również połowę szczęki człowieka z dwoma zębami trzonowymi. Nie udało się jednak ustalić daty pochówku. Najciekawszym znaleziskiem Czarnowskiego był schowany w glinianym naczyniu skarb liczący 116 srebrnych monet i dwa kawałki srebra o łącznej wadze ok. 19 g. Skarb został schowany około roku 1097 (według wieku najmłodszych monet). Były to głównie XI-wieczne polskie denary, wśród których było 26 denarów rzadkiej emisji monet bitych przez palatyna Sieciecha w okresie rządów księcia Władysława I Hermana. Był też jeden denar węgierski.
Znalezione w jaskini artefakty pozwalają stwierdzić, że jaskinia zamieszkiwana była w neolicie (kultura ceramiki wstęgowej rytej, cykl lendzielsko-polgarski, kultura ceramiki promienistej), a także później; we wczesnym i średnim średniowieczu aż po czasy nowożytne. Być może jaskinia była wykorzystywana także w czasach walki Władysława Łokietka o dzielnicę senioralną. M. Rokosz przypuszcza, że to właśnie było podstawą do legendy o ukrywaniu się Władysława Łokietka w jaskini w okolicach Ojcowa.
Jaskinia leży na terenie parku narodowego, zwiedzanie wymaga zgody dyrekcji Ojcowskiego Parku Narodowego.